# Mistrovství Evropy v zápasu řecko-římském 1972
Mistrovství Evropy v zápasu řecko-římském 1972 se konalo v Katovicích, Polsko. 

## Výsledky

### Muži
| Kategorie | Zlato               | Stříbro              | Bronz              |
| --------- | ------------------- | -------------------- | ------------------ |
| 48 kg     | Gheorghe Berceanu   | Stefan Angelov       | Vladimir Zubkov    |
| 52 kg     | Jan Michalik        | Vitalij Konstantinov | Petar Kirov        |
| 57 kg     | Jristo Traikov      | Jurij Sokolov        | Ion Baciu          |
| 62 kg     | Georgi Markov       | Martti Laakso        | Kazimierz Lipień   |
| 68 kg     | Jürgen Hähnel       | Antal Steer          | Andrzej Supron     |
| 74 kg     | Petros Galaktopulos | Kasim Jalilov        | Vítězslav Mácha    |
| 82 kg     | Anatolij Nazarenko  | Ion Gabor            | Miroslav Janota    |
| 90 kg     | Stojan Nikolov      | Omar Bliadze         | Darko Nišavić      |
| 100 kg    | Nikolaj Jakovenko   | Andrzej Skrzydlewski | Nicolae Martinescu |
| +100 kg   | Aleksandar Tomov    | Anatolij Kočněv      | Victor Dolipschi   |